# Vingt-Hanaps
Vingt-Hanaps är en kommun i departementet Orne i regionen Normandie i nordvästra Frankrike. Kommunen ligger i kantonen Alençon 3e Canton som tillhör arrondissementet Alençon. År 2018 hade Vingt-Hanaps 443 invånare.

## Befolkningsutveckling
Antalet invånare i kommunen Vingt-Hanaps
| Referens: INSEE |